# 아키씨
아키씨(일본어: 安芸氏 あきし[*])는 토사의 코쿠진 영주이다. 토사국 동부의 아키군을 지배했으나, 센고쿠 시대에 쵸소카베 모토치카에 의해 멸망되었다.

## 개요
아키씨의 출신은 통설에서는 진신의 난으로 오오토모 황자 (고분 천황)의 편을 든 결과, 토사에 유배된 소가노 아카에의 후손이 토사의 동쪽 끝인 아키군 등으로 확대되어 대두되어 국인이 된 것으로 전해진다. 다만, 다른 설도 많고, 상세한 출처에 관해서는 불분명하다.
『남로지(南路志)』에 의하면, 「아키노야하타」의 동찰에서는 아키씨는 모두 타치바나 성씨를 자칭해, 타치바나 성씨를 가문으로 하고 있으며, 또한, 『아와 고성기(阿波古城記)』에 「아키도노, 타치바니씨(安芸殿、橘氏)」라고 되어있기 때문에, 타치바나씨일 가능성도 존재한다.
「아키씨 족보」에 의하면, 소가노 아카에의 아들은 「惟宗行躬」라고 하는데, 아키씨가 코레무네씨로 하는 전승이 존재하는 것은 쵸소카베씨가 하타씨를 칭했기 때문인 것으로 보인다.
아키씨의 선조로 여겨, 조호 2년 (1000년)에 보타낙도해에 간 토사국 아키군 대령 소가노 카네히로와 그의 아들 소가노 카네자네나, 조겐 원년 (1028년)에 토사 곤스케로 추정되는 소가베노 요미츠, 에이쇼 5년 (1050년)에 토사노스케로 추정되는 소가베노 마사토 등은 소가씨가 아니라 소가베의 후예로 여겨진다.
『헤이케모노가타리』나 『겐다이라 성쇠기』에는 「토사국의 주민 아키향을 지행할 수 있는 아키 대령 사네야스(土佐国の住人安芸郷を知行しける安芸大領実康)」나, 그의 아들 아키 타로 사네미츠 (신코(真光)), 지로 모(次郎某), 「아와국 주민 아키 대령 이라는 자가 아들(阿波国住人安芸大領という者が子)」・아키 타로 토키이에의 이름이 보인다.
『고성전승기』에 의하면, 아키 빈고노카미 쿠니토라는 소가노 아카에의 후예로, 헤이케 멸망 때, 타이라노 노리츠네와 짜고 입수한 「아키 타로」의 후손이라고 한다.

## 아키씨 역대 당주 (무로마치 시대)
무로마치 시대의 아키씨는 토사 슈고를 겸하는 호소카와 케이쵸가 휘하에 있었으며, 대대로 케이쵸가 당주로부터 편휘를 받았다.
1. 아키 모토시게 (오오쿠라) ← 호소카와 미츠모토
2. 아키 모토자네 (셋츠노카미) ← 호소카와 미츠모토 또는 호소카와 모치모토 (※원복 시기 불분명해서 확인 불가능)
3. 아키 모토노부 (이즈노카미) ← 호소카와 카츠모토
4. 아키 모토모리 (효부노쇼스케) ← 호소카와 카츠모토
5. 아키 모토치카 (빈고노카미) ← 호소카와 마사모토
6. 아키 모토야스 (야마시로노카미) ← 호소카와 마사모토
7. 아키 쿠니토라 (빈고노카미) ← 호소카와 타카쿠니